# 中国水效标识
中国水效标识是中华人民共和国所坐便器、智能坐便器和洗碗机等产品上所贴的绿白相间的彩色贴纸，和中国能效标识类似。上面标有该水产品所处的节水效率等级。节水效率等级基本上会分为5个等级或3个等级。1级代表节水效率高，节水效果好。数字越大则代表节水效率越差。中国能效标识的推出目的是引导消费者购买节水环保产品。

## 引用来源
1. ↑  . 水利部.   [2023-12-20]. （原始内容存档于2023-12-20）.
2. ↑  . 深圳市宝安区水务局.

## 外部連結
- 中国水效标识网 （页面存档备份，存于）